# David Cargo
David Francis Cargo (Dowagiac, 13 de enero de 1929-Albuquerque, 5 de julio de 2013) fue un político y abogado estadounidense miembro del Partido Republicano que se desempeñó como gobernador de Nuevo México de 1967 a 1971. 

## Biografía
Nació en Dowagiac, Míchigan, el mayor de tres hijos de Francis y Mary Harton Cargo. Recibió una bachiller universitario en letras (1951), una maestría universitaria en letras (1953) y en 1957, un bachiller en leyes, todos de la Universidad de Míchigan. 
Representó el área de Albuquerque en la Cámara de Representantes de Nuevo México de 1963 a 1967, cuando fue elegido gobernador a la edad de treinta y siete años. Como representante estatal ganó una de las primeras demandas que obligaron al escrutinio proporcional plurinominal en la legislatura estatal. 
Se postuló para gobernador en 1966, enfrentándose a Clifford J. Hawley de Santa Fe en las primarias republicanas. En 1966, Cargo ganó con 17.836 (51,8%) frente a los 16.588 de Hawley (48,2%). Mejoró su desempeño en las primarias en 1968, cuando derrotó a Hawley, 28.014 (54,9%) a 23.052 (45,1%).
Ganó las elecciones generales de 1966, derrotando por estrecho margen al demócrata Gene Lusk. Recibió 134.625 votos (51,7%) frente a los 125.587 de Lusk (48,3%). En 1968, ganó por un margen aún menor, 160.140 (50,5%) frente a las 157.230 del demócrata Fabián Chávez, (49,5%).
Como gobernador, estableció la comisión estatal de cine, que generó millones de dólares en ingresos al estado de Nuevo México. En 1971, hizo un cameo en Bunny O'Hare, protagonizada por Bette Davis y Ernest Borgnine, así como en Up in the Cellar (1970 ), protagonizada por Larry Hagman y Joan Collins. Durante su primera campaña para gobernador, fue conocido como «Dave Solitario». 
No pudo reelegirse para un tercer mandato de dos años en 1970 debido a los límites de mandato. Se postuló para el senado de los Estados Unidos en 1970, pero perdió las primarias republicanas ante Andy Carter. Carter obtuvo 32,122 (57,8%) frente a los 17,951 de Cargo (32,3%). Andy Carter luego perdió las elecciones generales ante el titular Joseph Montoya. Se lanzó sin éxito para el otro escaño en el senado en 1972, pero nuevamente perdió las primarias, esta vez ante el eventual ganador, Pete Domenici.
De 1973 a 1985, vivió en Lake Oswego, Oregón y se postuló sin éxito para tesorero estatal de Oregón.
Después de regresar a Nuevo México, ganó la nominación republicana al congreso en 1986 para el 3.º distrito congresional de Nuevo México, pero fue derrotado por el titular Bill Richardson. Cargo se postuló para alcalde de Albuquerque en 1993 pero perdió ante Marty Chávez. Intentó volver a ser gobernador en las elecciones de 1994, pero terminó en cuarto lugar con un 13% en las primarias y perdió ante el eventual ganador, Gary Johnson. Cargo hizo su última lucha en 1997 cuando volvió a disputar la alcaldía de Albuquerque, pero terminó en tercer lugar y perdió ante Jim Baca.
Continuó ejerciendo la abogacía en Albuquerque. En 2010, escribió una autobiografía titulada «Lonesome Dave».
Cargo y su esposa Ida Jo tuvieron cinco hijos: Veronica, David, Patrick, Elena y Eamon.
Murió a la edad de 84 años por complicaciones de un derrame cerebral que había tenido dos años antes.